# Dyrżawno pyrwenstwo w piłce nożnej (1924)
Dyrżawno pyrwenstwo (1924) było 1. edycją najwyższej piłkarskiej klasy rozgrywkowej w Bułgarii. W rozgrywkach brało udział 6 zespołów. Nie wyłoniono mistrza kraju.

## Ćwierćfinały
- Czernomorec Burgas – Lewski Sofia 0 – 7
- Orel Wraca – Krakra Pernik 1 – 0

## Półfinały
- Pobeda Płowdiw – Orel Wraca 5 – 0
- Lewski Sofia – Władysław Warna 0 – 0

Finału nie rozegrano.